# Zatrephes pseudopraemolis
Zatrephes pseudopraemolis är en fjärilsart som beskrevs av Rothschild 1909. Zatrephes pseudopraemolis ingår i släktet Zatrephes och familjen björnspinnare. Inga underarter finns listade i Catalogue of Life.